# 1999년 LG 트윈스 시즌
1999년 LG 트윈스 시즌은 LG 트윈스가 KBO 리그에 참가한 10번째 시즌이며, MBC 청룡 시절까지 합하면 18번째 시즌이다. 천보성 감독이 팀을 이끈 마지막 시즌으로, 송유석이 주장을 맡았는데  전년도 주전 마무리였던 앤더슨의 쌍방울 이적으로 생긴 마무리 자리에는 에이스 최향남이 시즌 전  낙점됐지만 갑작스런 손가락 골절 부상 때문에 시즌 초 뛰지 못했고 이 때문에 1996년 시즌 중반부터 선발로 전향한 김용수가 마무리 투수로 복귀했다.
우여곡절 끝에 최향남은    5월 31일 현대전 선발등판으로 복귀했지만  시즌 막판 장염 때문에 1군 엔트리에서 제외되어 그 해 8선발승에 머물렀고 이로 인해 김용수가 시즌 막판 선발로 보직변경했으며 그 결과  팀은 4팀 중 매직리그 3위, 8팀 중 정규시즌 6위에 그쳐 포스트시즌 진출에 실패했다.
이로 인해 왼손 거포 심재학이 1999년 초 투수로 전향했는데     강한 어깨 탓인지 최고 구속 145KM를 찍었으나 제구가 전혀 되지 않았던 데다 아무래도 타자와 투수가 쓰는 근육이 다른 탓인지 투구하는 내내 어깨 근육통에 시달려 15경기(선발 10) 3승 3패(모두 선발) ERA 6.33으로 투수로써는 완전히 실패했고 10월 12일 이광은 전 감독과의 면담 끝에 타자로 되돌아왔으며   같은 달 18일   현대로 트레이드됐다.

## 타이틀
- 영구결번 지정: 김용수 (41)
- 아시아 야구 선수권 대회 금메달: 최정우(코치), 김동수, 류지현, 이병규
- 한일 슈퍼게임 국가대표: 김동수, 류지현, 이병규
- KBO 골든글러브: 류지현 (유격수), 이병규 (외야수)
- 매직글러브: 김동수 (포수), 이병규 (중견수)
- 스타뉴스 선정 레전드 올스타: 이병규 (중견수)
- 올스타 선발: 김동수 (포수), 이병규 (외야수)
- 올스타전 추천선수: 김용수, 김상태, 류지현, 김재현
- 컴투스프로야구2013 레전드 카드: 이종열
- 컴투스프로야구 KBO 베스트 라인업: 이병규 (중견수)
- 컴투스프로야구2022 타이틀홀더 라인업: 이병규 (중견수)
- 타수: 이병규 (550)
- 안타: 이병규 (192)
- 2루타: 이병규 (43)

### 퓨처스리그
- 출장(타자): 박성호, 이동우 (59)
- 타석: 박연수 (251)
- 타수: 박연수 (222)
- 타율: 정현택 (0.418)
- 출루율: 정현택 (0.493)
- 북부리그 장타율: 정현택 (0.689)
- 북부리그 OPS: 정현택 (1.182)
- 안타: 박연수 (84)
- 1루타: 박연수 (58)
- 북부리그 2루타: 박연수 (17)
- 3루타: 이동우, 조현 (4)
- 북부리그 타점: 박연수 (45)
- 도루: 조현 (24)
- 북부리그 평균자책점: 인현배 (3.02)

## 선수단
- 선발투수 : 손혁, 최향남, 심재학, 전승남, 김상태, 김광삼, 안병원
- 구원투수 : 차명석, 송유석, 김민기, 신영균, 류택현, 김혁섭, 김기범, 최창호, 신윤호, 방동민, 박철홍, 인현배, 이승호, 김경태, 이정길, 김동호
- 마무리투수 : 김용수, 장문석, 박노식
- 포수 : 김동수, 조인성, 김정민
- 1루수 : 허문회, 정현택, 최동수, 김선진
- 2루수 : 신국환, 손지환
- 유격수 : 류지현
- 3루수 : 이종열, 안상준
- 좌익수 : 김상호, 김종헌
- 중견수 : 이병규, 박연수
- 우익수 : 김재현, 대톨라, 정영규
- 지명타자 : 펠릭스, 안재만, 조현, 조재영

## 특이 사항
- 김상태는 22개의 폭투를 기록해 역대 단일 시즌 최다 폭투 기록을 세웠다.
- 김용수는 KBO 리그 사상 최초로 통산 200세이브를 달성했다.
- 김상태는 당시 규정 이닝 충족 투수 중 유일하게 음수 WAR을 기록했다.
- 김용수는 KBO 리그 사상 최초로 영구 결번식을 치른 선수가 되었다. 또한 KBO 리그 역대 최초로 소속 팀에서 이적 혹은 은퇴를 하지 않은 상태에서 영구 결번을 받은 선수이기도 하다.
- 김광삼은 이 시즌까지 통산 선발 WAR -0.74로 KBO 리그 역대 10대 투수 최저 기록을 세웠다.
- 이병규는 이 시즌 쌍방울 레이더스와의 경기에서 85타수를 소화하여 단일 시즌 쌍방울 레이더스와의 경기에서 최다 타석을 소화한 선수가 되었다.
- 이병규는 KBO 리그 사상 최초로 단일 시즌 타율 3할-30홈런-30도루를 기록했다. 같은 시즌 홍현우와 데이비스도 이 기록을 달성했으나 데이비스의 경우 시즌 30호 홈런이 이병규보다 늦게 나왔으며, 홍현우는 정규 시즌 최종전까지 가서야 3할 타율을 확정지었기에, 순서 상으로는 이병규가 가장 먼저 달성했다.

## 같이 보기
- 2000년 LG 트윈스 시즌